# Existencia
En filosofía, la existencia es, en términos generales, la realidad de un ente. A este concepto se lo suele contrastar con el de esencia.

## Etimología
La palabra existencia proviene del término latino existentia, derivado tardío del verbo existere, compuesto de ex- («fuera») y sistere («detenerse») o stare («estar derecho»), y que significa «salir, aparecer, mostrarse»; o bien «ser, estar». Así, atendiendo a su etimología, la palabra existencia significa «lo que está ahí» o «lo que está afuera».

## Desarrollo del concepto

### En la filosofía antigua y medieval
Los filósofos de la Antigua Grecia distinguían la existencia verdadera de la apariencia sensible y cambiante — lo fenoménico. Consideraron y estudiaron la realidad o esencia de todas las cosas como arché (ἀρχή): principio, origen y causa de todas las cosas.
A los filósofos presocráticos les preocupó determinar qué es lo que existe, más que explicar la misma existencia de las cosas. Así, teorizaban que “lo que hay” (lo que realmente existe) es el agua (Tales), el aire (Anaxímenes), lo ápeiron (Anaximandro), o los números (Pitágoras). 
Heráclito plantea no haber esencias, no existir las cosas, lo que verdaderamente existe es el movimiento, el cambio o devenir.
Con Parménides el problema adquiere un nuevo sentido en cuanto a la inteligibilidad como Idea del ser.
Platón, Aristóteles, y los filósofos cristianos trataron el tema con referencia a la realidad de las ideas, entendidas como formas de la materia en su relación con el mundo. Consideraron, pues dos modos fundamentales de existencia: la materia y la forma.
Los primeros escritos que tratan este tema específicamente son los diálogos de Fedón, La República, el Político y el Timeo de Platón y la Metafísica de Aristóteles.

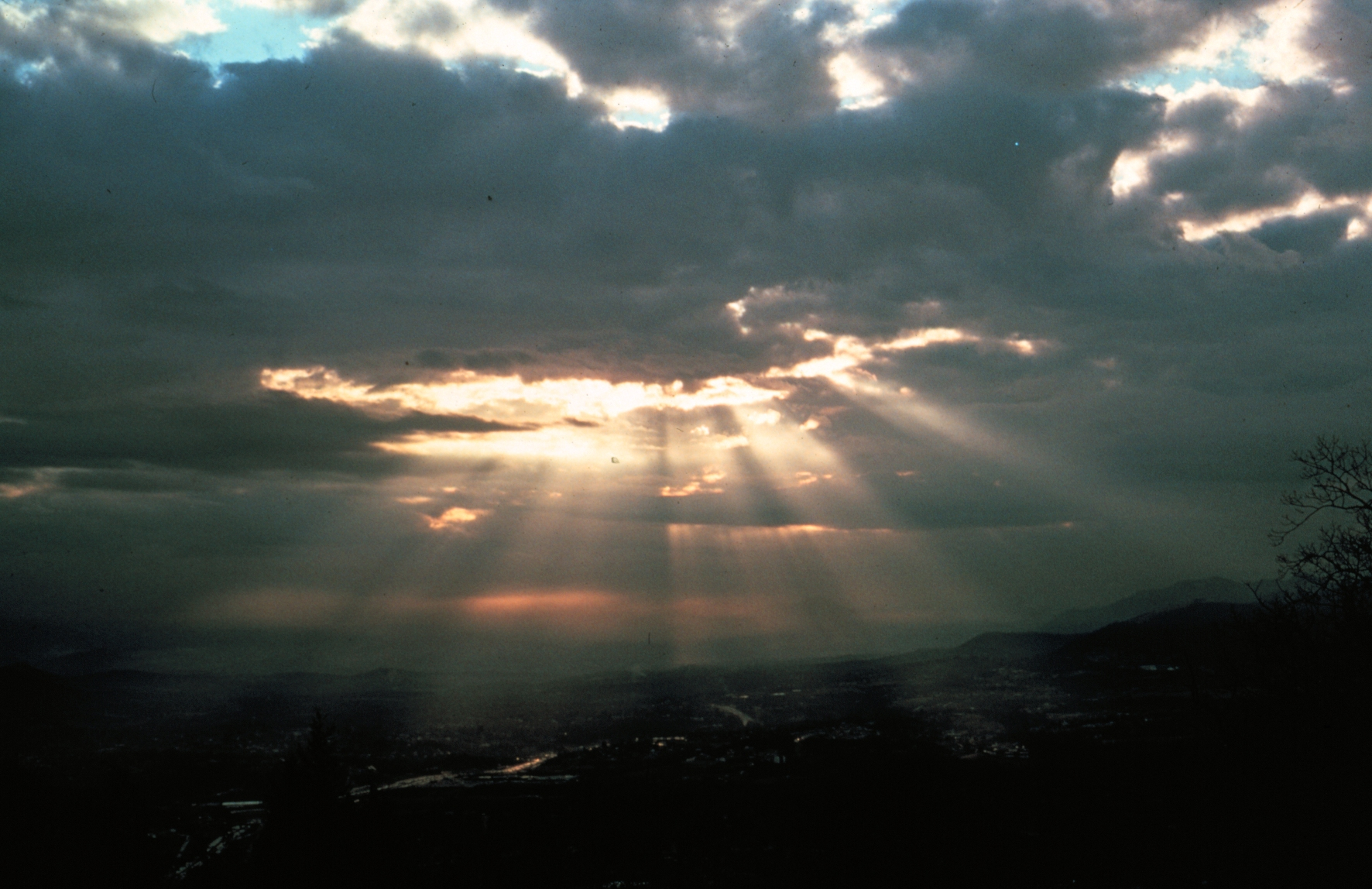
Platón compara el Sol con la Idea del Bien. En muchas culturas el sol es una analogía con Dios.

Platón supone que la realidad, propiamente dicha, son las ideas que, como géneros lógicos universales, existen en un mundo ordenado y jerarquizado más allá del mundo material, presidida por la Idea de las Ideas: La Idea del Bien. Un demiurgo toma como modelo dichas ideas y las introduce como "almas" o formas (principio de movimiento) en la materia, que propiamente no es nada; la materia por sí  es caos, desorden (el mal). De esta forma se explica y comprende el mundo material sensible en el que vivimos, y el sentido de la vida como tránsito hacia otra vida, la verdadera, en el mundo de las ideas al que el alma llega tras sucesivas reencarnaciones hasta llegar al alma del hombre, racional, que se librará finalmente de la materia a través de la filosofía por medio del conocimiento y amor de la Idea del Bien, origen de todo Ser y de todo Bien. 
Platón es el primer filósofo que realiza un planteamiento unificado de los modos de existir: 
- Esencial y necesario en el mundo de las ideas, de las que cada cosa en el mundo participa según sus propiedades, entendidas como formas cada una según su esencia  particular, en la fuente del verdadero Ser: la Idea del Bien, (Dios para los cristianos).
- Transitorio e inseguro en los seres materiales del mundo a través de las sucesivas uniones de las ideas con la materia, ahora como forma o alma (principio de automovimiento y vida) que introducen orden y jerarquía en la materia (eterna, caótica, desorden, mal).
- Como sentido existencial del alma humana en su tránsito por el mundo.[nota 1]

Aristóteles es verdaderamente el primero que desarrolló una teoría elaborada de la existencia mundana; sólo existen las cosas individuales como "sustancias primeras", que únicamente pueden realizar la función de sujeto y nunca de predicado; es la única realidad que tiene existencia propiamente dicha y por sí misma. El único término lingüístico que puede aplicarse a ella es el nombre propio. Todos lo demás términos del lenguaje representan conceptos,  (cantidades, tiempo y lugar, relaciones, cualidades, etc., las llamadas Categorías) que se aplican a la sustancia primera como predicados; si bien hay uno, el de sustancia segunda que, por representar la esencia es universal y predicado de todos los individuos existentes que tengan participación en la misma esencia durante toda su existencia y de forma permanente. Todo lo demás tiene existencia analógica y derivativa como predicados de las sustancias primeras, es decir, que existen en función de las cosas individuales a las que modifican de forma accidental.
Ricardo de San Víctor elaboró un concepto de la existencia basado en la etimología del término:

Es digno de notarse cómo en el siglo XII el gran místico Ricardo de San Víctor llamaba sistencia a la Naturaleza, y al modo de ser la persona, ex. Y creó la palabra existencia para designar el ser personal.

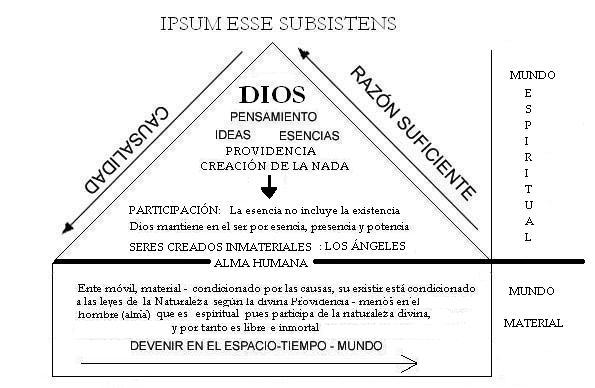

Los neoplatónicos y los primeros filósofos cristianos pensaron que las ideas tenían realidad como esencias en la mente de Dios. Siguiendo la tradición neoplatónica y agustiniana S. Anselmo mediante el llamado argumento ontológico daba por demostrada la existencia de Dios a partir de la idea de Dios: Ser Perfecto, fuente de toda existencia.
Con la introducción del aristotelismo en Europa por los árabes el tema de la existencia adquiere un nuevo sentido en la Baja Edad Media al incorporar Tomás de Aquino a la filosofía cristiana la distinción de Avicena entre "ser de esencia" y "ser de existencia". Inaugura así una vía nueva de demostración de la existencia de Dios partiendo del conocimiento del mundo sensible, material y móvil, las "cinco vías". Luego ha pasado a ser el modo de explicar la existencia en la llamada filosofía tradicional aristotélico-tomista, a veces mal llamada escolástica.
Frente a todos estos autores, que consideran la realidad de las ideas en Dios, pero no en el entendimiento humano y por eso son llamados realistas, se encuentran los que consideran que las ideas no tienen realidad alguna fuera del pensamiento de quien las piensa, son puros nombres.
Los filósofos nominalistas y en especial, Guillermo de Ockham, consideraron que las ideas, como conceptos, no son más que "palabras", "nombres" ("flatus vocis") que no tienen realidad ninguna; sólo son predicados lingüísticos acerca de las cosas individuales de las que hacemos generalizaciones para entendernos. Siguiendo el aristotelismo y considerando la experiencia como verdadera fuente del conocimiento de la existencia, afirma solo la existencia para los seres individuales. Los conceptos generales no tienen existencia como tales, sino dependencia del pensamiento que los crea. A Dios se llega por la vía más neoplatónica y agustiniana y franciscana de la Idea del Bien y del Amor, y no la vía de la mera razón argumentativa.

### En la Edad Moderna
En la Edad Moderna el tema de la existencia adquiere nuevos matices a partir del racionalismo de Descartes y la deriva de la Lógica de Port-Royal de Antoine Arnauld y Pierre Nicole:

Después de concebir cosas por nuestras ideas, comparamos estas ideas y, encontrando que algunas corresponden y otras no corresponden, las unimos o las separamos. Esto se llama afirmar o negar, y en general juzgar. Este juicio también se llama una proposición, y es fácil ver que debería tener dos términos. Un término, del que se afirma o niega algo, se llama el sujeto; el otro término, lo que se afirma o se niega, se llama predicado.
Antoine Arnauld, La Lógica de Port-Royal, (1662), Lógica, II.3, página 82.

La lógica de Port Royal basada fundamentalmente en la filosofía de Descartes asume la formalización silogística de Aristóteles pero, mientras Aristóteles pretende manifestar o decir lo que es la realidad, ahora la función del juicio categórico se plantea como identificación del predicado con el sujeto percibidos como ideas. El juicio es una relación de ideas.
Los dos términos se unen mediante el verbo 'ser', que actúa como cópula; o 'no ser', si el predicado es negado del sujeto. Cada juicio tiene tres componentes: el término sujeto, el verbo copulativo que vincula o separa el sujeto del predicado, sea este como tributo de la sustancia o bien como modo de la misma. 
Cuando la unión es consecuencia de la noción misma o propiedad intrínseca de la sustancia, el predicado se considera un atributo. Cuando es una predicación accidental se llama Modo.
La existencia es evidentemente el atributo fundamental de la sustancia. De este modo la existencia es considerada como un predicado.
Descartes establece como noción de sustancia aquello que no necesita de otro para existir. 
De hecho para algunos racionalistas, por el método rigurosamente deductivo y la exigencia de un Principio de razón suficiente que imponía el racionalismo, llegaron a la conclusión de que la única sustancia propiamente dicha es Dios. Noción que sirvió de fundamento al ocasionalismo y al monismo panteísta de Spinoza. Leibniz tuvo que recurrir, para salvar las verdades de hecho, a la "armonía preestablecida" por Dios para explicar la conexión de las ideas con el acontecer del mundo.
Esta forma de entender la existencia aplicada a la sustancia divina da validez lógica al argumento ontológico de San Anselmo, aceptado nuevamente por Descartes.
La noción innata de Dios incluye su existencia y ser fuente de toda perfección y de toda existencia. La perfección de Dios es la garantía de que mis ideas, en cuanto contenidos de mi conciencia, corresponden a una realidad. El error es posible por el mal funcionamiento de la individualidad, por las pasiones, o por la falta del análisis en la relación de las ideas. 
La idea de Dios implica su existencia, como exigencia de la propia razón, y sin necesidad de percepción mundana alguna.
Los empiristas no aceptaron las ideas innatas, y por tanto rechazaron el argumento ontológico; únicamente consideraron la existencia dentro de la asociación de ideas a partir de la experiencia.
David Hume reivindicó que la existencia no añade nada a la noción de una cosa; distinguiendo las verdades de hecho y la relación de ideas. 
Leibniz  y, más tarde Kant, distinguieron entre verdades de hecho y verdades de razón y juicios a priori y juicios a posteriori.
Para Leibniz la coordinación entre estas dos verdades es posible por la Armonía preestablecida por Dios.
Para Kant el conocimiento humano encuentra su límite en los objetos de la experiencia como única garantía de existencia. La realidad como tal, independiente de ser conocida, si bien podemos pensarla, no es accesible al conocimiento humano. Dios, el alma, el mundo, son "ideas regulativas de la Razón" en su pretensión de superar los límites del conocer. Dios un postulado de la Razón Práctica. La Metafísica no es posible como ciencia.

### En los siglosXIXyXX
Se contempla el tema de la existencia desde dos perspectivas:
- La perspectiva lógica. La lógica adquiere una nueva dimensión con la formalización simbólica. El silogismo aristotélico se interpreta como una Lógica de clases y, como lógica de predicados, la existencia se explica mediante cuantificadores.
- La perspectiva existencial referente a la conciencia de "existir" como condición esencial del hombre.

## La lógica de la existencia como predicado
En lingüística, la palabra 'existir' sirve de predicado gramatical, pero los filósofos desde siempre han discutido si el concepto de existencia es un predicado lógico. Unos sostienen que 'existir' predica algo, y que tiene el mismo sentido que frases como «es real», «tiene ser», «se encuentra en la realidad» o «está en el mundo real». Otros, en cambio, niegan esto, y arguyen que el término 'existir' es meramente un sinónimo de 'ser', y que todo enunciado que contiene el predicado 'existir' se puede reducir a un enunciado que no usa este predicado. Por ejemplo, «existe un trébol de cuatro hojas» se puede expresar también como «hay un trébol que tiene cuatro hojas», o «es un trébol de cuatro hojas».
Herbart y John Stuart Mill aceptaron la naturaleza predicativa de la existencia en frases como «un número, que es el más grande, no es posible» (Herbart) o «un centauro es una ficción poética»  (Mill).
Franz Brentano consideraba que se puede juntar el concepto representado por el grupo nominal 'un A' al concepto representado por un adjetivo 'B' para dar el concepto representado por «un B-A» como grupo nominal. Pero no es una proposición con sentido de verdad o falsedad porque no implica ninguna existencia. Para poder afirmar una existencia de dicha unión habría que añadir «Es el caso de un B-A» o «No es el caso de un B-A», lo cual daría sentido de existencia y por tanto de proposición al enunciado nominal. Por ejemplo, podemos unir 'hombre' y 'sabio' para formar el concepto 'hombre sabio', pero el grupo nominal 'hombre sabio' no es una proposición lógica con sentido de verdad o falsedad. En cambio, las frases «es el caso de un hombre sabio», «no es el caso de un hombre sabio», y sobre todo «Juan es sabio», sí son proposiciones con sentido de verdad o falsedad que hablan de la existencia en el mundo. En general, toda frase en que se exprese alguna información adicional sobre la existencia de individuos que tengan dichas propiedades, en una lógica de primer orden, puede ser una proposición con sentido de verdad o falsedad que habla de la existencia en el mundo. Por ejemplo, las frases «algún hombre es sabio»,  «ningún hombre es sabio», «todos los hombres son sabios», «cualquier hombre es sabio» y «algún hombre no es sabio», son proposiciones tales, ya que brindan información adicional sobre la existencia de un 'hombre sabio' por medio 
de los términos 'algún', 'ningún'. 'todos', y 'cualquier'.[cita requerida]
Frege desarrolló un punto de vista semejante en su obra Las Fundaciones de la Aritmética, y Charles Peirce hizo lo mismo. El punto de vista de Frege y Brentano es la base de la posición dominante en la filosofía y lógica actual. Desde dicho punto de vista, la relación entre el sujeto y el predicado de una proposición se establece como contenido de posibles variables que dan existencia o no existencia a la unión o separación de dichos sujeto y predicado.[cita requerida] Esta idea la expresó Quine con su frase: «Ser es ser el valor de variable.»
En otras palabras, la existencia viene a ser un cuantificador lógico (llamado «cuantificador existencial») con el que se determina que se da al menos  un caso de alguna pareja sujeto-predicado, donde el sujeto es una variable lógica cuyo dominio está establecido por el predicado.[cita requerida]

## Semántica
No obstante lo anterior, no cabe duda de que algunas ideas tales como los ‘Pegasos’, los ‘Centauros’, los ‘Cocos’ o las ‘Brujas’, significan algo, tienen alguna realidad de referencia, porque las usamos en determinadas situaciones con sentido y eficacia, por ejemplo, en la exclamación "¡Niño si no comes la sopa va a venir el Coco!".
Alexius Meinong pasa por ser el filósofo que otorgaba realidad al significado de los conceptos. De modo que Pegaso y Centauro, Coco y Bruja, tenían una realidad existente lo mismo que La montaña de oro. Es lo que concede sentido y nos permite afirmar: La montaña de oro no existe. 
David Lewis con su doctrina del realismo modal considera que hay que diferenciar la existencia y la actualidad.
Russell que llegó a aceptar el punto de vista de Meinong critica posteriormente esta posición en que hace existente a toda la realidad, lo cual parece excesivo.
El problema por tanto del significado de la existencia como concepto no parece fácil de resolver.
Étienne Gilson considera que esencia y existencia son conceptos irreductibles. Podemos comprender el concepto de la existencia, pero no podemos aprehender la existencia misma, el acto de existir, si no es mediante la experiencia concreta de lo existente.
Maritain por eso dice que es el juicio como enunciado de la experiencia lo que se enfrenta al “acto de existir”, como hecho del mundo. 
¿Existe la 'existencia'?

Existir es tener una relación específica a la existencia - una relación, por cierto, que la existencia no tiene.
Bertrand Russell - Los Principios de la Matemática - Nueva York, W. W. Norton & Compañía, 1903, segunda edición 1937 páginas 449-450.

En algunas afirmaciones la existencia se implica sin mencionarla. La afirmación 'un puente cruza el Támesis en Hammersmith' no puede tratar solamente de un puente, el Támesis y Hammersmith. Ha de ser sobre la 'existencia' también. 
Por otra parte, la afirmación 'un puente cruza la Laguna Estigia en Limbo' tiene la misma forma, pero mientras en el primer caso comprendemos un puente real en el mundo real hecho de piedra o ladrillo, es menos claro lo que significará la 'existencia' en el segundo caso.
Ya los nominalistas reivindicaban que ciertos grupos nominales pueden ser 'eliminados' por reescribir un enunciado en una forma que tiene el mismo sentido, pero que no contiene el grupo nominal. Así Ockham reivindicó que 'Sócrates tiene sabiduría', que podría parecer que otorga la existencia de una referencia para 'sabiduría', puede ser reescrito como 'Sócrates es sabio', que contiene sólo un referente 'Sócrates'. 
Este método fue aceptado generalmente en el siglo XX por la escuela analítica de filosofía. 
Sin embargo, este argumento puede ser invertido por los realistas si mantenemos que el enunciado 'Sócrates es sabio' puede ser reescrito como 'Sócrates tiene sabiduría', lo que implicaría un referente escondido para 'sabio'.
Otro problema es que los seres humanos parecen procesar información sobre personajes de ficción como si procesaran información sobre personas reales. Por eso el niño "teme al Coco". y hay quien "cree en los demonios".
Un científico quizás haría una distinción clara sobre objetos que existen, y podría afirmar las condiciones que habrían de tener todos los objetos que existen; por ejemplo estar compuestos de materia o energía. Pero en la cosmovisión del gran público, la existencia incluye objetos reales, ficticios y aún contradictorios. 
Si pasamos de la afirmación 'Pegaso vuela' a la afirmación 'Pegaso existe', no afirmamos que Pegaso está compuesto de átomos, sino que Pegaso existe en una cosmovisión particular, la cosmovisión del mito clásico. 
Cuando un matemático razona de la afirmación 'ABC es un triángulo' a la afirmación los 'triángulos existen', no afirma que los triángulos están compuestos de átomos sino que los triángulos existen dentro de un modelo matemático particular.
En otras palabras, el significado de los conceptos, los interpretamos nosotros en cada contexto en el que son utilizados.

La existencia es ilusoria y es eternal.
Fyodor Dostoevsky

Según la Teoría de Descripciones de Bertrand Russell, el operador de negación en una frase singular tiene un ámbito amplio y estricto: distinguimos entre 'algún S es no-P' (donde la negación toma un ámbito estricto) y no es el caso que 'algún S sea P' (donde la negación toma un ámbito amplio). 
El problema es que tal distinción no puede mantenerse en el caso de los nombres propios. 
'Sócrates no es calvo' y 'no es el caso que Sócrates sea calvo' parecen tener el mismo sentido, y ambos aparecen a afirmar o presuponer la existencia de alguien (Sócrates) que no es calvo; en ambos casos la negación toma un ámbito estricto.
Generalmente, la teoría de descripciones ha caído en descrédito, aunque ha habido intentos recientes para reanimarla por Stephen Neale y Frank Jackson. 
Según la teoría de referencia directa un nombre propio estrictamente no tiene sentido si no se refiere a un objeto concreto y existente. El argumento de la función semántica de un nombre propio es decirnos qué objeto lleva el nombre, y entonces identificar dicho objeto. Pero no se puede identificar un objeto si este no existe en ningún mundo determinado. 
Un nombre propio ha de tener un portador para tener sentido. Si el portador es un existente en un mundo de ficción, su existencia pertenece a ese mundo de ficción.
Variantes de la teoría de referencia directa han sido propuestas por Saul Kripke, Gareth Evans, Nathan Salmon, Scott Soames y otros.
‘Pegaso vuela’ implica la existencia en el sentido amplio, porque permite suponer que algo vuela en un mundo en el que existen los Pegasos. 
Pero no implica la existencia en un sentido estricto, puesto que sin contradecir dicha proposición podemos afirmar igualmente 'Pegaso no existe' en el mundo exterior.
Según los dos sentidos de existencia, amplio y estricto, podríamos establecer que:
- Las formas 'N es P', donde 'N' es un nombre propio o un objeto singular determinado, y 'Algún S es P' tienen ambas sentido amplio de existencia.
- Las formas 'N existe' o 'Los S (o algunos S) existen' tienen existencia en sentido estricto.

El sentido común sugiere la no existencia de cosas como los personajes o lugares y mundos ficticios.

## El sentido existencial y el Existencialismo
Desde el principio la vida del hombre como ser racional plantea una reflexión: el sentido de la existencia. El tener que afrontar el hecho indudable del misterio del nacimiento y de la muerte como individuo.
Los primeros planteamientos de esta dimensión de la existencia humana encuentran respuesta en la dimensión mágico-religiosa de cada cultura.
La reflexión filosófica ligada desde el principio a la condición racional del hombre, como parte de la cultura, ha respondido con diferentes planteamientos al tema de la condición específica de la existencia humana junto con la idea de trascendencia ligado a lo religioso, como ya comentamos en su momento. 
La existencia humana como tal no fue objeto de especial consideración respecto a la existencia de los demás objetos del mundo y el sentido de la vida se enfocaba bien desde un sentido de elevación de "lo humano" por encima de los demás seres de la naturaleza considerando lo trascendente después de la muerte, como salvación, bien como un sentido de trascendencia moral, como distintos de los demás seres naturales que se manifiesta en los valores morales.
Un nuevo planteamiento surge a partir de la Edad Moderna cuando la conciencia se convierte en el dato fundamental sobre el que recae el origen de la reflexión filosófica; el hombre deviene sujeto y otorga a la consideración existencial una nueva dimensión, que adquiere formas diferentes:
1.- La recuperación de la metafísica y de la trascendencia por vía de la aceptación de las ideas innatas, y con ello a Dios. La dimensión existencial mantiene entonces su dimensión trascendental y religiosa en el racionalismo
2.- El reconocimiento de la imposibilidad de la Metafísica como ciencia de los empiristas y de Kant postula la necesidad de una dimensión trascendental desde la propia conciencia del individuo en cuanto a su acción moral, lo que da paso, por un lado al idealismo y por otro a la reflexión de la condición social humana Locke, Rousseau, Hobbes propias de la Ilustración, entendida esta como el "Triunfo de la Razón".
3.- La unidad sujeto-objeto en un proceso dialéctico de lo Absoluto entendido como Sujeto y Proceso ideal, Hegel, donde lo individual aparece y se disuelve como momento de la Unidad Trascendental Absoluta monista y el ideal moral y social que se realiza en el Estado.
5.- La constitución del sujeto como resultado de las condiciones materiales de su existencia, lo económico, regido por la "lucha de clases", Marxismo, que culminará con la conciencia social desarrollada en una Humanidad sin clases sin necesidad del poder del Estado.
6.- El análisis fenomenológico de la existencia humana que se constituye como Escuela de pensamiento o movimiento en el llamado Existencialismo.
Adoptando el método de la Fenomenología diversos pensadores toman como centro de su reflexión la cuestión de la existencia humana. El existencialismo ha sido una parte importante de la filosofía continental y la Literatura durante la segunda mitad del siglo XX, muy influenciados por los desastres de las dos Guerras Mundiales.

## Leer más
- Platón, La República, Penguin Classics, 2003, ISBN 0-14-044914-0, ISBN 978-0-14-044914-3
- Aristóteles, La Metafísica, Penguin Classics, 1999, ISBN 0-14-044619-2, ISBN 978-0-14-044619-7
- Heráclito, Fragmentarios, James Hilton, forward, Brooks Hexton, translator, Penguin Classics, 2003, ISBN 0-14-243765-4, ISBN 978-0-14-243765-0.

- Eagleton, Terry: The Meaning of Life (Dando sentido a la vida), Oxford University Press, 2007, ISBN 0-19-921070-5 ISBN 978-0-19-921070-1
- Magee, Bryan: The Story of Philosophy (La Historia de la Filosofía), Dorling Kindersley, Lond., 1998, ISBN 0-7513-0590-1
- Williams, C. J. F. What is Existence? (¿Qué es la existencia?), Oxford University Press, 1981